# الصلوب (حبيش)

تعديل مصدري - تعديل

الصلوب محلة تابعة لقرية ذي جبرة، التابعة لعزلة جبل خضراء بمديرية حبيش إحدى مديريات محافظة إب في الجمهورية اليمنية، بلغ تعداد سكانها 35 حسب تعداد اليمن لعام 2004.